# Trichopterna
Trichopterna és un gènere d'aranyes araneomorfes de la subfamília dels erigonins, dins de la família Linyphiidae. Es poden trobar a la zona paleàrtica i a Tanzània.
Fou descrit per primera vegada per C. Chyzer i Władysław Kulczyński l'any 1894.

## Llista d'espècies
Segons The World Spider Catalog 12.0: 
- Trichopterna cito (O. Pickard-Cambridge, 1872) (Espècie tipus)
- Trichopterna cucurbitina (Simon, 1881)
- Trichopterna grummi Tanasevitch, 1989
- Trichopterna krueperi (Simon, 1884)
- Trichopterna loricata Denis, 1962
- Trichopterna lucasi (O. Pickard-Cambridge, 1875)
- Trichopterna macrophthalma Denis, 1962
- Trichopterna rotundiceps Denis, 1962
- Trichopterna seculifera Denis, 1962